# Великолепная астрапия
Великолепная астрапия (лат. Astrapia splendidissima) — вид воробьиных птиц из семейства райских птиц (Paradisaeidae).
Птица средних размеров, длина тела примерно 39 см. Основу питания составляют фрукты, насекомые, ящерицы и лягушки. Вид малоизучен, населяет горные леса в западной части находящихся в центре Новой Гвинеи возвышенностей. В границах своего ареала эта птица обычна и многочисленна.
Самка коричневая с тёмной головой. Оперение самца в целом чёрное, с дающим эффект иризации жёлто-зелёным окрасом груди и головы, голубовато-зелёным горлом, тёмно-зелёной нижней частью и белыми с чёрными концами хвостовыми перьями.